# Psydrax reticulata
Psydrax reticulata là một loài thực vật có hoa trong họ Thiến thảo. Loài này được (C.T.White) S.T.Reynolds & R.J.F.Hend. mô tả khoa học đầu tiên năm 2004.